# Malta Challenger
Il Malta Challenger è stato un torneo professionistico di tennis giocato su campi in cemento. Faceva parte dell'ATP Challenger Series. Si giocava annualmente a Sliema in Malta.

## Albo d'oro

### Singolare
| Anno | Campione           | Finalista       | Punteggio     |
| ---- | ------------------ | --------------- | ------------- |
| 1994 | Hendrik Jan Davids | Martin Sinner   | 6–4, 7–6      |
| 1995 | Adrian Voinea      | Ján Krošlák     | 6–3, 6–4      |
| 1996 | Hicham Arazi       | Stéphane Simian | 6–7, 7–6, 6–0 |

### Doppio
| Anno | Campioni                        | Finalisti                        | Punteggio     |
| ---- | ------------------------------- | -------------------------------- | ------------- |
| 1994 | Lionnel Barthez Radomír Vašek   | Clinton Ferreira Ellis Ferreira  | 6–2, 3–6, 6–2 |
| 1995 | Marius Barnard Lionnel Barthez  | Patrick Baur Tomáš Anzari        | 7–5, 6–3      |
| 1996 | Alejandro Hernández Óscar Ortiz | Aleksandar Kitinov Martin Zumpft | 6–2, 3–6, 6–1 |